# 大分機場
大分國際機場（日语：／ Ōita kūkō */?）是一座位於日本大分縣國東市的民用機場，也是隔鄰的大分市之主機場。根據日本的機場管理相關法規《空港法》，大分機場被歸類為「第二種機場」（主要作為國內航線使用的機場）。

## 簡介
大分機場是在大分縣東部國東半島的沿岸填海造陸修築而成的機場，雖然機場主要建築是位於陸地上，但幾呈南北向的主跑道卻大部分是位於海上。
今日的大分機場是在1971年時啟用的第二代大分機場，相較目前大分機場位於離大分市區有段距離的海邊位置，初代的大分機場是一個設置在大分市內的市區機場。後者是因腹地不足服務無法升級之故，而配合大分市的產業升級外移至今日的位置。
在過去大分縣因為高速公路的開發遲緩，境內也沒有新幹線這類的高速鐵路服務，一直是倚靠航空運輸作為連外的高速交通手段。1979年時，時任大分縣知事的平松守彥提出開發一個以機場為核心、專事生產小型輕量化高技術性商品，然後依靠航空方式外運的航空工業城，也就是後來的「豐之國技術園區構想」（豊の国テクノポリス構想）。配合此構想的提出，當地政府在1984年3月時選定該縣北部國東地區作為技術園區的開發位址，因此在今日的大分機場附近可以見到如大分佳能、德州儀器等屬於先進技術產業的企業所設置之工廠。
除了作為高科技產業的樞紐外，大分機場也是日本國內重要的飛行訓練據點之一。在過去大分機場曾是日本佳速航空（JAS）的機組人員訓練基地，目前除了日航集團之外，包括富士夢幻航空（Fuji Dream Airlines, FDA）、星悅航空（StarFlyer）等日本國內的小型區域航空公司，都經常在此處進行觸地重飛（Touch-and-go）的訓練。另外，最早是在1954年時由運輸省開辦的民航飛行員訓練機構航空大學校是以臨縣的宮崎機場作為據點，因此經常以大分機場作為飛行訓練時的折返機場。
在核心的客運業務上，大分機場主要是以日本國內航線為主，有定期航班往返於東京（成田、羽田）、大阪（大阪、關西）與名古屋（中部）等本州島上的主要都會區之間。在過去大分機場也曾開辦過飛往北海道、中國、四國、沖繩、乃至於九州其他機場的定期航班，但因為日本國內航線軸輻化與城際鐵路逐漸高速化的趨勢，這些運量較小的定期航班都已縮減停航或降為包機航線。大分機場在1992年時啟用國際航站大樓，但固定營運的國際航線僅有飛往韓國首爾（仁川）一條，其他多為不定期包機業務。由於與東京及大阪兩主要城市之間都是採多家航空公司複式經營的模式，航班密度高，因此旅運數量逐年遞增，在1995年時年起降旅客數突破200萬人，並在2006年2月累計旅客數量突破5000萬人次。而根據2014年度的統計，大分機場的國內旅運量為1,733,502人次，國際旅運量則為36,145人次。
作為大分縣的進出玄關，大分機場曾推出過許多推廣當地產業的行銷活動。2007年時，該機場以公開募集命名的方式推出官方吉祥物Marshal君（マーシャルくん），是一隻作導引員（Marshaler，這也是Marshal君的命名由來）打扮的企鵝。另外，在2006年時大分當地的觀光促進團體「社團法人大分觀光」（社団法人ツーリズムおおいた）也與機場合作，利用PU材料製作出寬約70公分、高約30公分的巨大壽司模型，放在大分機場的行李轉盤模仿迴轉壽司的形象，以推廣大分當地的豐富漁產。巨大壽司逗趣的視覺效果引起不小的迴響，經常被拍成照片或影片上傳社群網路分享，甚至帶動日本其他地方的機場，爭相利用機場行李轉盤擺放巨大模型來推廣行銷當地名產的風氣。

### 與其他機場的競爭
大分機場位於大分縣東北部海岸，主要服務對象為大分市與東大分的城市，對於幅員不算小的大分縣而言，與縣西及縣南地區之間的交通往來並不便利。位於大分縣西部的日田市等地區通常是以鄰縣的福岡機場為進出門戶，而西南部的竹田市等城市則與熊本縣的熊本機場距離較近，兩者都是規模較大的主要地區機場。
另外，在2006年3月北九州機場轉移至小倉外海位置之後重新啟用，成為與中津市（位在大分縣西本隅）之間直線距離最接近的機場。但因大分機場有自中津發車的直通巴士，而北九州機場欠缺類似的公共交通，因此在利用率上大分機場並未因此失去該地區的旅運人次。

## 历史
大分機場的歷史淵源可以回溯到日本帝國海軍在1938年時，在大分市今津留地區所修建的大分海軍航空隊基地，是一個以大分川與裏川所圍成的區域為腹地的軍用機場。該機場在二次大戰結束後由美軍接管，直到1956年時才歸還給日本政府，並在1957年時以第二種機場之姿開放民航服務。當時的機場跑道約在今日大洲綜合運動公園的範圍內，而當時的停機坪則位在今日新大分球場所在的位置。
雖然大分機場擁有鄰近市區利用便利的優點，但因設置地點受到兩頭河川的包圍，飛行跑道無法擴建延伸而限制了起降機種的規模。當時因大分市被指定為新產業都市，對於航空旅運的需求大增，原有的機場設施已不敷使用，因此在1965年時成立新機場的建設促進協議會。經過選址調查與規劃工作後，選定不會造成航空管制問題的安岐町與武藏町（二者皆為今日國東市的組成前身）作為新機場的設置地點。新大分機場於1968年時正式獲得興建許可，並於1970年7月4日舉行動工儀式。
新大分機場的航站大樓在1971年10月12日完工，並於4日後的10月16日開始運作。在新機場啟用初期主要是由全日空（ANA）與東亞國內航空（TDA）兩家公司提供每日16班往返的定期班次服務，航點包括東京、名古屋、大阪、高松與九州境內的福岡及鹿兒島，共六個城市。除了定期空中航班之外，由於位在國東半島的新大分機場與大分市區隔著別府灣相望無直接相連，因此作為機場與市區之間的接駁也開辦了由大分氣墊渡輪公司所經營的氣墊船渡輪航線。
1973年時機場名稱由「新大分」改回「大分」並一直沿用至今。原本只經營國內線航班的該機場，在1976年時首度開辦飛往香港的包機航線，成為新大分機場首發的國際航班，但直到1992年時3月28日，新大分機場才首度啟用國際線專用的航站，以迎接在4月6日時首航的大韓航空漢城（今首爾）－大分航線，2016年9月15日，迎接第二條國際航線，華信航空台中－大分航線。

### 大事紀
- 舊大分機場
  - 1938年：開始建設海軍航空隊的大分飛行場,飛行場位於大分市今津留 。
  - 1957年：第2種空港開始運作（跑道長1,080公尺）
  - 1964年2月27日：一架富士航空（日语：富士航空）所操作、航班編號FAL902的康維爾CV-240（英语：Convair CV-240 family）螺旋槳客機在降落大分機場時失敗墜毀，造成20人死亡。日方通常以富士航空墜機事故（日语：富士航空機墜落事故）稱呼此次事件。
- 大分機場
  - 1971年10月16日：大分機場因新産業都市（日语：新産業都市）指定之条件,由大分市内搬遷至國東市並改名「新大分機場」（跑道長2,000公尺）。
  - 1973年：「新大分機場」改名為「大分機場」。
  - 1982年12月10日：跑道朝北側增建500公尺，總長增至2,500公尺。
  - 1988年10月31日：跑道朝南側增建500公尺，總長增至3,000公尺。
  - 2009年10月31日：長期以來一直以大分機場為據點的大分氣墊渡輪公司結束營業，日本國內不再存在以氣墊船作為渡輪使用的航線。

## 機場無線電頻率
飛航管制
| GND（地面管制）              | 121.6MHz                     |
| TWR（塔台）                  | 118.8MHz, 126.2MHz, 261.2MHz |
| APP（近場）                  | 120.6MHz, 127.7MHz, 261.2MHz |
| DEP（離場）                  | 119.05MHz, 261.2MHz          |
| ATIS（終端資料自動廣播服務） | 127.8MHz                     |

飛航安全
| 台名            | 類別    | 頻率     | 識別信號 |
| MUSASHI（武藏） | VOR/DME | 117.7MHz | TFE      |
| OITA（大分）    | VOR/DME | 112.1MHz | TAE      |

## 航空公司與航點
| 航空公司                          | 目的地                            |
| --------------------------------- | --------------------------------- |
| 日本航空（JL）                    | 東京/羽田、大阪/伊丹              |
| 全日本空輸（NH）                  | 東京/羽田、名古屋/中部、大阪/伊丹 |
| 全日本空輸（NH） 由全日空之翼營運 | 大阪/伊丹                         |
| 捷星日本航空（GK）                | 東京/成田                         |
| 樂桃航空（MM）                    | 東京/成田                         |
| 德威航空（TW）                    | 首爾/仁川                         |
| 長安航空 （9H）                   | 西安                              |
| 台灣虎航 （IT）                   | 台北/桃園                         |

## 外部連結
- 大分機場 （页面存档备份，存于）（日語）（英文）（简体中文）